# Heinrich Behnke
Heinrich Behnke (Horn, 9 ottobre 1898 – Münster, 10 ottobre 1979) è stato un matematico tedesco, rettore dell'Università di Münster.